# Kontusz

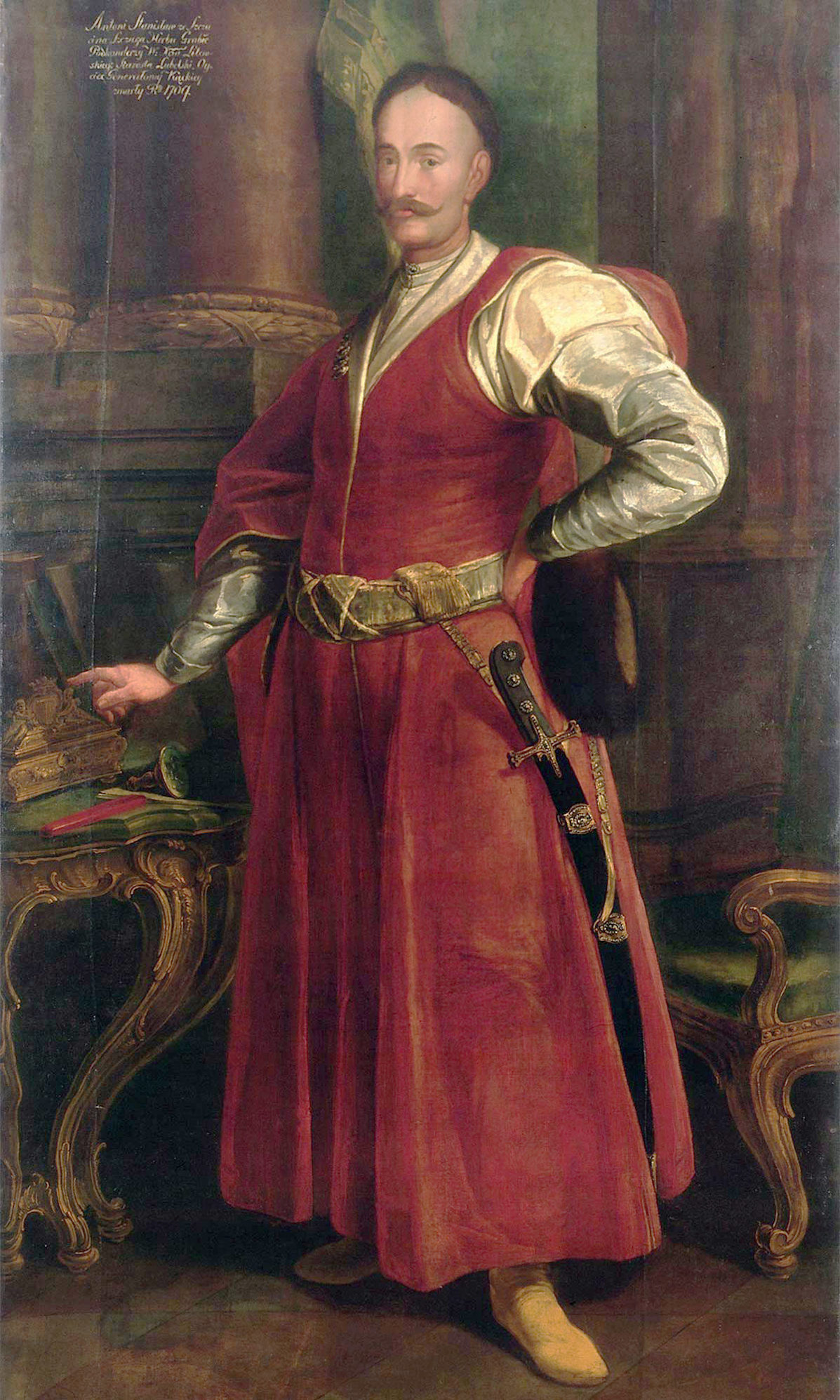
Il nobile polacco Stanisław Antoni Szczuka (1652-1710) in costume tipico. Indossa un kontusz manicato di colore rosso con un pas kontuszowy. Il suo zupan ha un colletto alto.

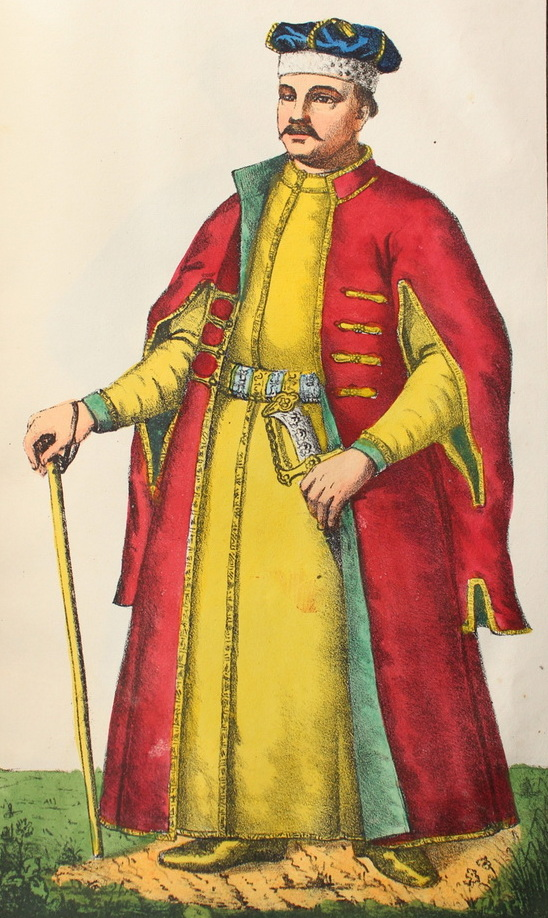
Un nobile cosacco con zupan giallo e kontusz rosso.

Il kontusz (così in polacco, in ucraino кунтуш?, kuntuš) era un soprabito maschile portato dai membri della Szlachta della Confederazione polacco-lituana. Derivato da un capo d'abbigliamento dei Turchi, si diffuse nelle terre della Confederazione attraverso l'Ungheria. Veniva solitamente portato sopra il zupan ed ebbe grande successo tra i cosacchi. Consisteva in una roba lunga fin sotto le ginocchia, con bottoni decorati, chiuso in vita da una larga cintura chiamata pas kontuszowy. Le maniche, lunghe e larghe, venivano aperte con la calura.